# Alfred Deller

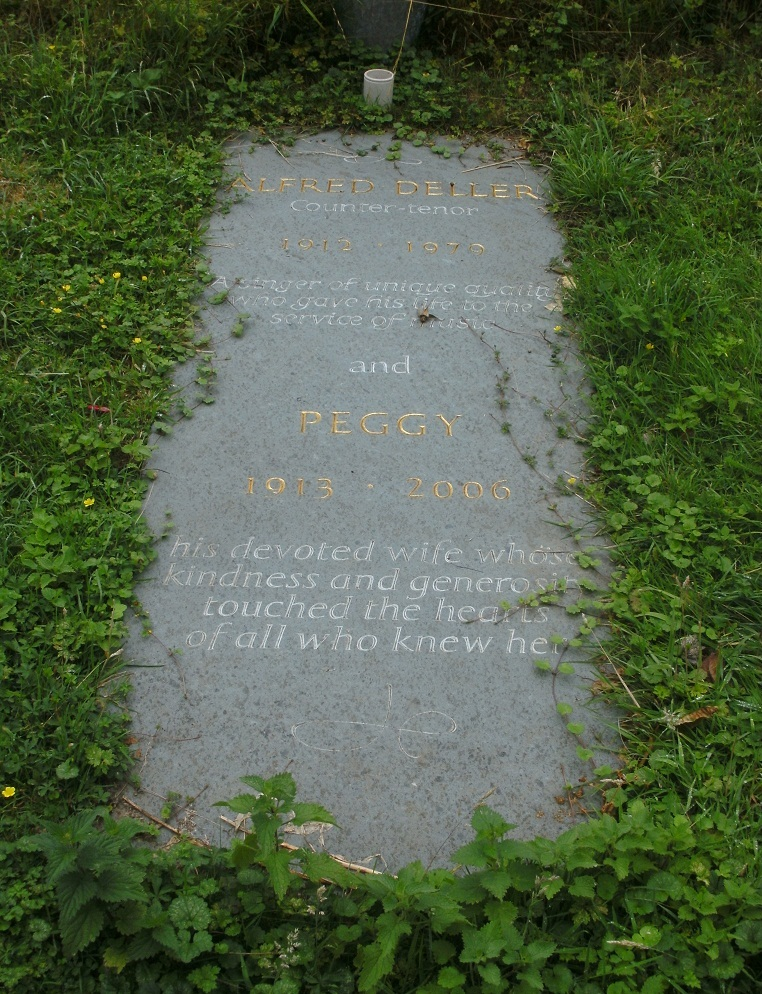
Tumba de Alfred Deller y su esposa.

Alfred George Deller (Margate, Inglaterra, 31 de mayo de 1912 - Bolonia, Italia, 16 de julio de 1979) fue un contratenor inglés.

## Biografía
El contratenor inglés Alfred Deller fue uno de los artistas que hizo renacer el repertorio para voz de contratenor en el siglo XX. Fue un pionero en la popularización de la práctica actual de la interpretación de música antigua. 
Alfred Deller fue completamente autodidacta. Su padre era maestro de educación física en el Ejército. Alfred comenzó a cantar a temprana edad. Tras años de práctica, logró alcanzar el registro de contralto. Cantó en el coro de la Catedral de Canterbury desde 1940 hasta 1947. Michael Tippett lo escuchó en Canterbury y lo invitó a Londres para hacer su debut. 
Alfred Deller llamó la atención del público británico en 1946, después de una emisión de radio de la obra de Henry Purcell Come ye sons of art away. Durante los primeros años de su carrera se concentró en compositores ingleses barrocos y prebarrocos, como Purcell y Dowland. Su erudición y maestría musical lo llevó a conquistar la admiración internacional. 
En 1950, Alfred Deller formó su propio conjunto vocal e instrumental, el Deller Consort, en calidad de director de orquesta y solista. Con un repertorio de música inglesa temprana, el grupo se consagró a la música antigua con autenticidad en la práctica instrumental y vocal. Esta empresa única, que sumó a distinguidos cantantes, condujo a una recuperación de los madrigales del Renacimiento Inglés. Desde 1955 hasta 1979, el grupo realizó incontables giras internacionales, lo cual llevó la música de este periodo a un nuevo público y a un altísimo estándar de calidad en la prácticas auténtica de ejecución de la música barroca, desde Johann Sebastian Bach y Georg Friedrich Händel, pasando por John Blow, Henry Purcell y John Dowland. En 1964, el hijo de Deller, Mark, se unió al Deller Consort, también como contratenor. 
Alfred Deller fundó el Festival de Música de Stour en 1963 con el fin de tener otro lugar para su Consort y hacer equipo con otros especialistas en música antigua, como Frans Brüggen y Gustav Leonhardt. En 1960, cantó el papel de Oberon en el estreno de El sueño de una noche de verano de Benjamin Britten en el Festival de Aldeburgh. Este fue el primer papel importante de contratenor en la ópera del siglo XX. Otros compositores que escribieron obras especialmente para Deller son Fricker, Mellers, Ridout, y Rubbra. 
En 1970 Alfred Deller fue nombrado Comendador de la Orden del Imperio Británico. 
Murió en 1979 mientras estaba de vacaciones en Bolonia. 
Las grabaciones Alfred Deller cubren toda la gama del repertorio, desde las canciones para laúd de John Dowland hasta El sueño de una noche de verano de Benjamin Britten.